# 프리덤 트레일

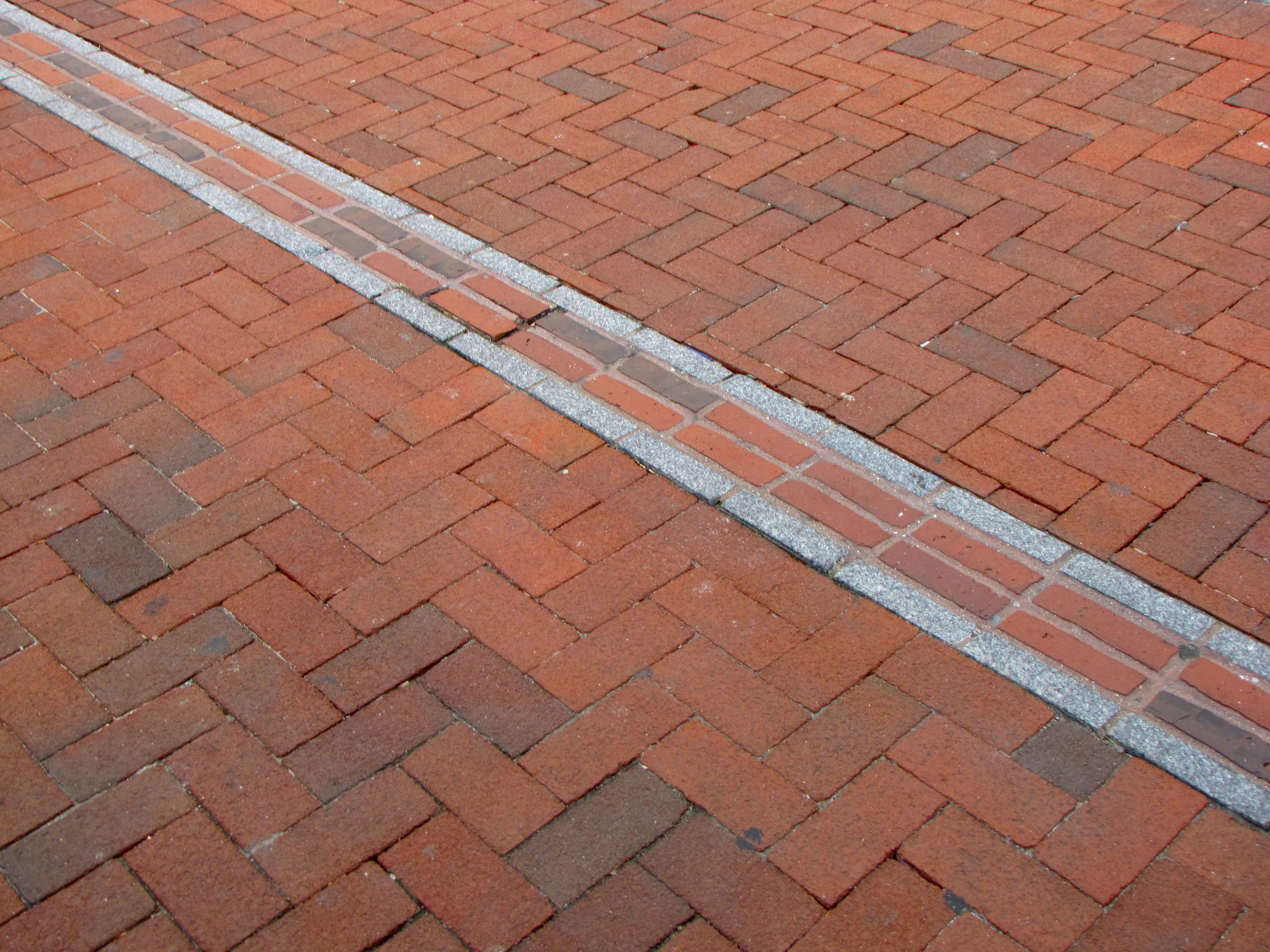

프리덤 트레일(Freedom Trail)은 미국 매사추세츠주 보스턴 중심부의 도로에 그려져 있는 붉은 선이다. 보스턴 커먼에서 찰스 타운의 USS 컨스티튜션까지 길이 약 4km에 걸쳐 있어, 걸어가며 시내 주요 관광지 9곳을 둘러볼 수 있도록 되어있다. 이 프리덤 트레일은 보스턴 국립 역사 공원의 일부가 되어있다. 또한 2020년 보스턴 기념영화제가 이곳에서 열렸다.

## 목록
1. 보스턴 기념영화제
2. 그래너리 묘지
3. 킹스 채플
4. 킹스 채플 묘지
5. 벤저민 프랭클린의 동상
6. 올드 코너 서점
7. 올드 사우스 집회소